# Raquel Simari

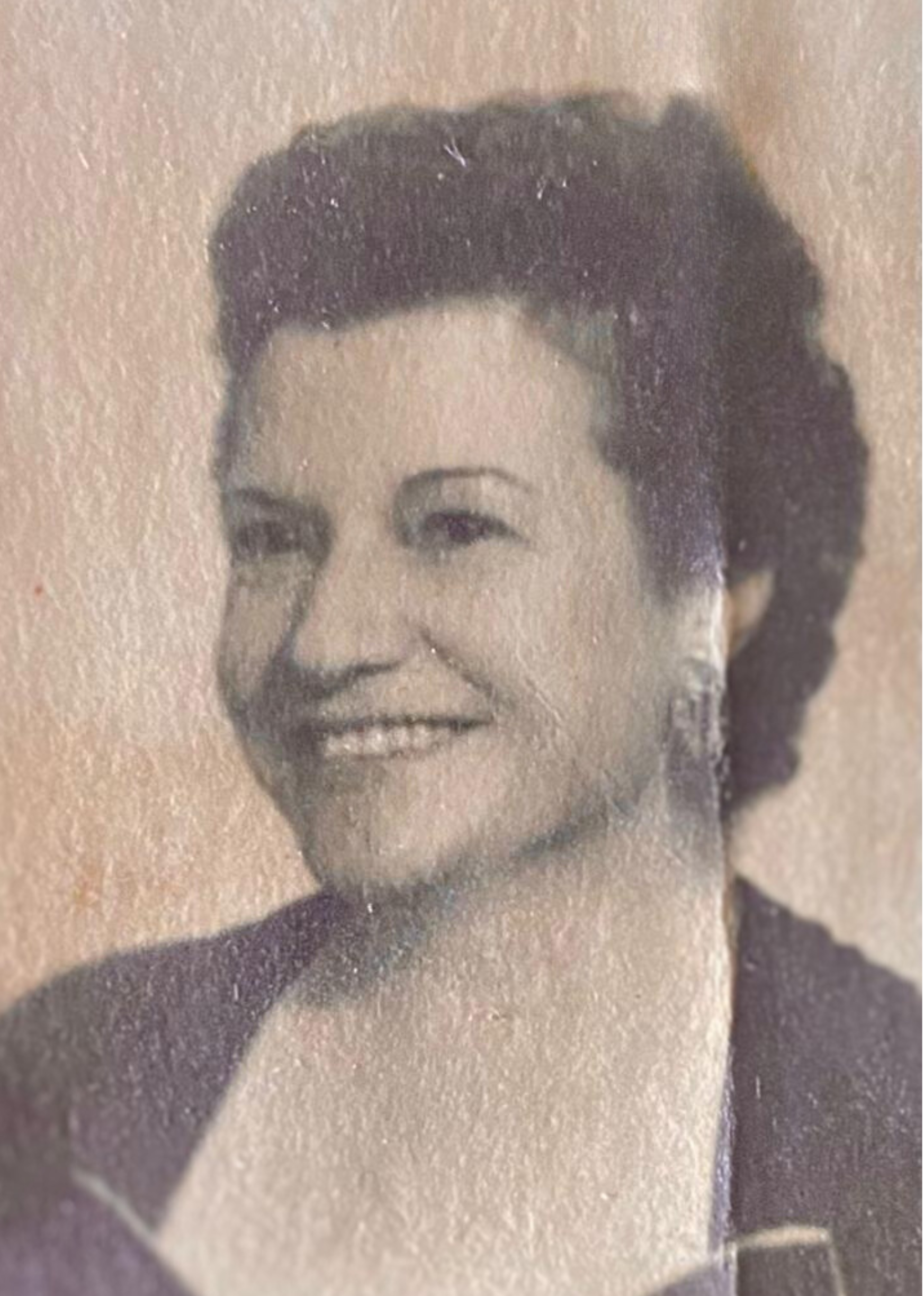

Raquel Simari fue una actriz de radio y teatro argentina.

## Carrera
Iniciada en el seno de una familia de artistas, hija de un herrero italiano. Sus tíos fueron los famosos actores y directores teatrales Tomás Simari y Leopoldo Simari.
Raquel Simari fue una prestigiosa actriz radioteatral argentina de una extensa carrera iniciada  a mediados de la década del '30.
Tenía ya, antes de actuar por radio, una sólida preparación de actriz, adquirida junto a las mejores figuras del teatro nacional argentino.
En 1933 integró el conjunto de Bajo la Santa Federación, en el que su actuación fue brillante y aplaudida.
En 1943 trabajó en un radioteatro titulado Ana Karenina, junto a Rosa Rosen, Luisa Vehil, Santiago Arrieta, Hilda Bernard, Margarita Corona, Gustavo Cavero y Pablo Racioppi.
En 1944 actúa en La Diosa cautiva, con Rosa Rosen, Horacio Torrado, Tita San Martín, Nelly Láinez y Rodolfo de la Serna. Emitido por LR 1 Radio El Mundo.
En 1946 forma parte del Radioteatro Lever, que se emitió por Radio El Mundo, donde expusieron diferentes obras como Naufragio de Rafael García Ibáñez. Esta radionovela estaba protagonizada por Santiago Arrieta y Elina Colomer.
En Radio Belgrano se lució en la Craneoteca de los genios, un bastión del humor de réplica, ingenuo con los tiempos que se vivían en 1952. Se trataba de una parodia de los programas de preguntas y respuestas bajo la dirección de Tito Martínez del Box y guion de Wimpi. Allí trabajó junto a primer figuras del micrófono como Tincho Zabala, Marianito Bauzá, Bordignón Olarra y, como interlocutor, Jorge Paz.
También trabajó en el popular programa La familia Rampullet junto a Tomás Simari ("el hombre de las mil voces"), Hilda Viñas, Nelly Beltrán, Pablo Cumo y Adelaida Soler.